# Uyama Hisakane
Uyama Hisakane (宇山久兼?; 1511 – 1566) è stato un samurai giapponese del periodo Sengoku, servitore del clan Amago.

## Biografia
Noto anche come Hisanobu, Hisakane era figlio di Uyama Hisahide e servì Amago Yoshihisa. Guidò una forza di supporto durante l'assedio di Shiraga quando Mōri Motonari invase Izumo nel 1563 e quando il castello cadde si unì alla difesa di Gassan-Toda. Quando Motonari ordinò che Gassan-Toda dovesse morire di fame per sottomissione, Hisakane divenne così angosciato dalle condizioni dei difensori che lo circondavano che diede via tutti i suoi averi e cercò di organizzare il trasporto di cibo nel castello dalle lontane province di Tamba e Wakasa. Hisakane fece tutto il possibile per aumentare il morale dei difensori, ma Motonari riuscì a far circolari voci all'interno del castello secondo cui Hisakane stava panificando di tradire Yoshihisa. 
Yoshihisa fece giustiziare Hisakane e suo figlio, atto che schiacciò qualunque spirito fosse rimasto nei guerrieri Amago. Gassan-Toda si arrese poco dopo.